# Midnight Club 3: DUB Edition
 (août 2025).
La mise en forme du texte ne suit pas les recommandations de Wikipédia : il faut le « wikifier ».
Les points d'amélioration suivants sont les cas les plus fréquents. Le détail des points à revoir est peut-être précisé sur la page de discussion.
- Les titres sont pré-formatés par le logiciel. Ils ne sont ni en capitales, ni en gras.
- Le texte ne doit pas être écrit en capitales (les noms de famille non plus), ni en gras, ni en italique, ni en « petit »…
- Le gras n'est utilisé que pour surligner le titre de l'article dans l'introduction, une seule fois.
- L'italique est rarement utilisé : mots en langue étrangère, titres d'œuvres, noms de bateaux, etc.
- Les citations ne sont pas en italique mais en corps de texte normal. Elles sont entourées par des guillemets français : « et ».
- Les listes à puces sont à éviter, des paragraphes rédigés étant largement préférés. Les tableaux sont à réserver à la présentation de données structurées (résultats, etc.).
- Les appels de note de bas de page (petits chiffres en exposant, introduits par l'outil «  Source ») sont à placer entre la fin de phrase et le point final[comme ça].
- Les liens internes (vers d'autres articles de Wikipédia) sont à choisir avec parcimonie. Créez des liens vers des articles approfondissant le sujet. Les termes génériques sans rapport avec le sujet sont à éviter, ainsi que les répétitions de liens vers un même terme.
- Les liens externes sont à placer uniquement dans une section « Liens externes », à la fin de l'article. Ces liens sont à choisir avec parcimonie suivant les règles définies. Si un lien sert de source à l'article, son insertion dans le texte est à faire par les notes de bas de page.
- La présentation des références doit suivre les conventions bibliographiques. Il est recommandé d'utiliser les modèles {{Ouvrage}}, {{Chapitre}}, {{Article}}, {{Lien web}} et/ou {{Bibliographie}}. Le mode d'édition visuel peut mettre en forme automatiquement les références.
- Insérer une infobox (cadre d'informations à droite) n'est pas obligatoire pour parachever la mise en page.

Pour une aide détaillée, merci de consulter Aide:Wikification.
Si vous pensez que ces points ont été résolus, vous pouvez retirer ce bandeau et améliorer la mise en forme d'un autre article.
Midnight Club 3: DUB édition est un jeu vidéo de course développé par Rockstar San Diego et Eutechnyx et édité en 2005 par Disney Interactive, Sega et Rockstar Games sur PlayStation 2, Xbox et PlayStation Portable.
Le jeu s'inscrit dans la mouvance tuning et propose 60 véhicules différents (moto, camion, voitures de sport, etc).

## Système de jeu
Dans la série Midnight club, il n'y a en général pas de tracé pour la course, c'est le joueur qui doit se frayer un chemin parmi les immeubles. Dans ce troisième opus, il y a 5 types de courses.
- La course "Ordonnée" qui se compose de points de repère matérialisés par des fumigènes jaune/orange disséminés à travers la ville et que le joueur doit franchir dans un ordre précis, ceux-ci apparaissant et disparaissant au fur et à mesure que le joueur les atteint.
Il n'y a pas d'itinéraire spécifique, c'est le joueur qui se fraye un passage entre les immeubles pour atteindre ces points.
Le dernier point de contrôle est matérialisé par un fumigène rouge que le joueur doit franchir avant ses adversaires pour gagner.
- La course "circuit" diffère de cette dernière du fait que la suite de points se répète plusieurs fois. Le point de départ/arrivée est vert sauf pour le dernier tour où il reprend sa couleur rouge conventionnelle.
- Les courses "non ordonnées" sont essentiellement les mêmes que les courses commandées, sauf que (comme son nom l'indique), les points de contrôle ne ont pas besoin d'être passé dans l'ordre, mais ils sont dispersés dans la ville, et le joueur doit trouver le chemin le plus rapide pour passer l'arrivée avant ses adversaires.
- Les courses "autocross" sont des courses de type contre-la-montre, la piste est dépouillée de la circulation, des piétons et de la police et les rues sont bloquées avec des obstacles qui forment un circuit fermé. Le joueur, qui est seul sur la piste, doit alors compléter les tours le plus rapidement possible, le meilleur temps gagne le course.
- Les épreuves "piste" sont les mêmes qu'Autocross, mais le joueur est en compétition contre d'autres coureurs à l'intérieur de la piste barricadé.
Les joueurs peuvent également créer leurs propres courses dans l'éditeur de course où le joueur place des points de contrôle dans la ville. Les joueurs peuvent créer soit un circuit ou sprint et peuvent changer les conditions de course telles que le trafic, la météo, etc.
Midnight Club 3: DUB Edition est le premier jeu de la série qui présente des modèles existants de véhicules et aussi à inclure des modifications visuelles et de performances à ces voitures. En gagnant des courses, le joueur débloque de nouvelles voitures et des pièces pour personnaliser ses bolides. Ces options comprennent l'amélioration des performances de la voiture et son apparence, comme la peinture, l'ajout de pièces de carrosserie (pare-chocs, spoilers, capot, jupes, prises d'air, ...) ajouts de vinyles de jantes et de néons, 
Les voitures sont divisées en quatre classes; D, C, B et A, selon sa valeur et ses performances. Il existe de nombreux types de voitures dans le jeu, comme Tuners (voitures japonaises d'importation), Muscles (voitures américaines de la vieille école, allant de 50 jusqu'à 80 Années), SUV, voitures de luxe (coûteuse européenne, japonaise et américaine berlines de luxe), les motos sportives et Choppers

### Multijoueur
Le jeu comprend un mode en ligne, où les joueurs peuvent faire la course avec d'autres joueurs de partout dans le monde. Il y a aussi beaucoup de clubs disponibles à rejoindre, mais les joueurs peuvent également démarrer et gérer leur propre. La plupart des modes hors ligne sont disponibles pour le jeu en ligne, en mode en ligne, il est possible de discuter dans le jeu, y compris un mode de croisière, capturer le drapeau, les courses en circuit, commandé, les courses non ordonnée, tag, la peinture et l'autocross. Les courses créées via l'éditeur de course peuvent être utilisés en ligne.

## Liste des véhicules
Les véhicules du jeu sont classés par type et par genre (voir tableau ci-dessous).
Au début d'une partie, le joueur a le choix entre 6 véhicules (7 pour la version remix)
1964 Chevrolet Impala (muscle) 
1978 Chevrolet Monte Carlo (muscle) 
2004 Dodge Neon SRT4 (tuner) 
2004 Mitsubishi Eclipse (tuner) 
1997-2004 Volkswagen Golf R32 (tuner) 
2004 Volkswagen Jetta (tuner) 
Scion tC (Remix only) (tuner)
|                    | Classe D                                                                                  | Classe C | Classe B                                                                                                 | Classe A | Classe spéciale       |
| Tuners / Exotiques | ■Dodge Néon SRT4 ■Lexus IS300 ■Mitsubishi Eclipse/ ■Volkswagen Golf R32 ■Volkswagen Jetta | ■Mitsubishi Lancer Evolution VIII ■Nissan 350Z ■2002 Nissan Skyline GT-R R34V-spec ■1998 Toyota Supra                                                        | ■Saleen SR ■Lotus Elise ■Lotus Esprit ■Chevrolet Corvette Z06 ■Dodge Viper GTS/R                         | ■Cadillac Cien ■Chrysler ME Four-Twelve ■Gemballa Twin Turbo ■Lamborghini Gallardo ■Lamborghini Murcielago ■1995 McLaren F1 LM ■Mercedes-Benz CLK-GTR ■Mercedes-Benz SLR McLaren ■Saleen S7 |                       |
| Muscles cars       | ■1957 Chevrolet Bel Air ■1964 Chevrolet Impala                                            | ■1949 Chevrolet Fleetline ■1970 Chevrolet El Camino SS ■1978 Chevrolet Monte Carlo ■1969 Dodge Charger RT-SE 440 ■1968 Pontiac GTO ■1996 Chevrolet Impala SS | ■1970 Pontiac GTO "The Judge" ■1981 Chevrolet Camaro Z28 ■1969 Chevrolet Camaro ■1968 Chevrolet Corvette | none |                       |
| SUV / Camions      | ■Hummer H1                                                                                | ■2004 Cadillac Escalade ■2004 Cadillac Escalade EXT ■Hummer H2 ■Mercedes-Benz G55 AMG ■Mercedes-Benz G500                                                    | ■Chevrolet Silverado SST ■Dodge RAM SRT 10                                                               | none |                       |
| Luxe / Berlines    | ■2004 Cadillac CTS-V ■Chrysler 300C ■Lexus GS430                                          | ■Lexus SC430 ■Mercedes-Benz CL 500 ■Volkswagen Phaeton ■Mercedes-Benz CL 55 AMG                                                                              | ■Mercedes-Benz SL 55 AMG ■Mercedes-Benz SL 500 ■Cadillac Sixteen                                         | none |                       |
| Motos sportives    | none                                                                                      | none | ■2004 Ducati Monster SR4 ■2004 Ducati SS1000                                                             | ■Aprilia Mille Factory ■Kawasaki Ninja ZX 12 ■Ducati 999R | ■Kawasaki Police 1000 |
| Choppers           | none                                                                                      | ■Hotmatch Cuevito ■West Coast Choppers CFL ■West Coast Choppers El Diablo Soft Tail                                                                          | ■Hotmatch D'elegance ■Hotmatch Skully ■West Coast Choppers l Diablo Rigid                                | none |                       |